# Steve von Bergen
Steve von Bergen (Neuchâtel, el 10 de juny de 1983) és un jugador professional de futbol suís que juga com defensa amb el Young Boys.